# Marina Mescheriakova
Marina Mescheriakova (Marina Iwanowna Mescheriakowa; russisch Марина Ивановна Мещерякова; * 31. Januar 1964 in Wolgograd) ist eine russische Opernsängerin (Sopran).

## Leben
Mescheriakova studierte Gesang am Moskauer Tschaikowsky-Konservatorium sowie bei Renata Scotto und Licia Albanese in New York. Nach ihrem Debüt am Moskauer Bolschoi-Theater gewann sie mehrere internationale Wettbewerbe, erarbeitete sich die großen italienischen Sopranpartien des 19. Jahrhunderts und gastierte rasch an allen großen Opernhäusern der Welt, unter anderem in Stockholm, Berlin, London, Paris, Mailand, Wien, San Francisco und New York. Zu ihrem Repertoire zählen die Titelpartien von Madama Butterfly, Norma, Francesca da Rimini und Luisa Miller, sowie die Alice in  Falstaff und die Mimì in La Bohème.
An der Wiener Staatsoper gastierte die Künstlerin zwischen 1996 und 2002 in sechs Rollen (Elisabetta, Desdemona und Hélène, Tatjana, Figaro-Gräfin, Cio-Cio-San) und dreißig Vorstellungen. An der Bayerischen Staatsoper debütierte sie 1998 als Amelia in Simon Boccanegra. Bei den Salzburger Festspielen sang die Mescheriakova von 1998 bis 2001 die Elisabetta im Don Carlos und 2000 die Donna Elvira im Don Giovanni. In Berlin sang die Mescheriakova im Jahr 2000 in Meyerbeers Robert le diable. Auch als Konzertsängerin ist sie weltweit gefragt.
Es bestehen eine Reihe von Tonaufnahmen, darunter zwei Gesamtaufnahmen von selten gespielten Verdi-Opern mit dem Orchestre de la Suisse Romande unter Fabio Luisi: In Jérusalem sang die Mescheriakova die Rolle der Hélène, in Alzira die Titelpartie. Gelobt wird auch ihre Interpretation der Antonida in Glinkas selten gespielter Oper Жизнь за царя (Ein Leben für den Zaren), die auf einer Produktion des Bolschoi-Theaters aus dem Jahr 1992 beruht.

## Siege bei Wettbewerben
- 1995 Belvedere-Wettbewerb Wien
- 1996 Competizione dell’ Opera